# La casa dei giochi
La casa dei giochi (House of Games) è un film del 1987, scritto e diretto da David Mamet. È il suo esordio alla regia: fino ad allora, Mamet era noto come sceneggiatore e per il suo impegno teatrale.
Presentato in concorso alla 44ª Mostra internazionale d'arte cinematografica di Venezia, ha ricevuto l'Osella d'oro per la miglior sceneggiatura.

## Trama
La vicenda è incentrata sul personaggio di una psicoterapeuta alle prese con la soluzione dei problemi psicologici non solo dei suoi pazienti. È una donna che non riesce a definire il suo ruolo quotidiano, ricca e ammirata, scrittrice di successo ma sola e annoiata, con poche certezze, troppo coinvolta nei disagi che ogni giorno accetta di ascoltare da coloro che si rivolgono a lei. È proprio a seguito del racconto di uno di loro, che minaccia di uccidersi per debiti contratti al gioco, che decide di affrontare i biscazzieri sul loro territorio: la casa dei giochi.
È qui che incontra Mike e in un attimo la sua vita da borghese della classe media americana diviene un'emozione senza fine. Viene precipitata in un mondo che non sospettava nemmeno esistesse, quello dei truffatori: ogni minuto nasce un fesso! è la loro filosofia e lei desidera saperne di più. L'obiettivo ufficiale è quello di uno studio scientifico della psicologia dei suoi nuovi amici ma la verità è che viene eccitata profondamente da questa nuova sconosciuta realtà. Dopo un rapido ed a tratti esilarante stage formativo, tenuta per mano da Mike che le impartisce i rudimenti e le basi cognitive di ogni buon truffatore, scopre che la psicologia può essere usata con finalità tutt'altro che terapeutiche.
Coinvolta sempre più a fondo nelle operazioni delinquenziali della banda e consumando anche un rapporto sessuale con Mike scoprirà di essere lei stessa vittima di un raggiro e, dopo avere ottenuto la sua vendetta, scoprirà che l'esperienza l'ha cambiata, portando in superficie un lato insospettabile della sua personalità.

## Riconoscimenti
- Mostra del cinema di Venezia 1987
  - Osella d'oro per la miglior sceneggiatura
  - Premio Pasinetti
  - Premio Cinecritica